# Uvaroviella maculatum
Uvaroviella maculatum är en insektsart som först beskrevs av Andrew Nelson Caudell 1918.  Uvaroviella maculatum ingår i släktet Uvaroviella och familjen syrsor. Inga underarter finns listade i Catalogue of Life.